# Lewis MacDougall
Lewis John Moir MacDougall (Edimburgo, 5 giugno 2002) è un attore britannico.

## Biografia
Nato a Edimburgo. Suo padre è un banchiere in pensione. Sua madre è morta nel dicembre 2013 di sclerosi multipla, poche settimane dopo la sua morte Lewis è stato scelto per interpretare il ruolo di Pennino, migliore amico di Peter, nel film Pan.  Prima dell'apparizione sul grande schermo, ha recitato solo piccole parti negli spettacoli della sua compagnia teatrale, The Drama Studio, specializzata in spettacoli improvvisati piuttosto che quelli con copione.

### Carriera
Ha debuttato sul grande schermo nel 2015 interpretando Pennino in Pan, diretto da Joe Wright, dopo aver partecipato ad un provino nel distretto di Morningside a Edimburgo. Nel 2016 interpreta il suo primo ruolo da protagonista, Conor, nel film di Juan Antonio Bayona, Sette minuti dopo la mezzanotte, adattamento dell'omonimo romanzo di Patrick Ness. Il film è stato selezionato in concorso al Toronto International Film Festival. Nel 2018 interpreta Henry, al fianco di Vera Farmiga e Christopher Plummer, nel film Un viaggio stupefacente, presentato in anteprima al South by Southwest.

## Filmografia

### Cinema
- Pan - Viaggio sull'isola che non c'è (Pan), regia di Joe Wright (2015)
- Sette minuti dopo la mezzanotte (A Monster Calls), regia di Juan Antonio Bayona (2016)
- Un viaggio stupefacente (Boundaries), regia di Shana Feste (2018)
- The Belly of the Whale, regia di Morgan Bushe (2018)

### Televisione
- His Dark Materials - Queste oscure materie (His Dark Materials) – serie TV (2020)

### Cortometraggi
- Multiplex, regia di Jed Shepherd (2018)

## Riconoscimenti
- 2016 – Evening Standard British Film Awards
  - Nomination per rivelazione dell'anno per Sette minuti dopo la mezzanotte
- Washington D.C. Area Film Critics Association
  - Nomination per miglior performance giovanile per Sette minuti dopo la mezzanotte
- Critics' Choice Movie Awards
  - Nomination per miglior giovane interprete per Sette minuti dopo la mezzanotte
- London Critics Circle Film Awards
  - Miglior Giovane Attore UK/Irlanda dell'anno per Sette minuti dopo la mezzanotte
- Phoenix Film Critics Society Awards
  - Nomination per miglior attore debuttante per Sette minuti dopo la mezzanotte
- Las Vegas Film Critics Society
  - Nomination per gioventù nei film per Sette minuti dopo la mezzanotte
- 2017 – Premios Feroz
  - Nomination per migliore attore per Sette minuti dopo la mezzanotte
- Empire Awards
  - Nomination per miglior debutto per Sette minuti dopo la mezzanotte
- Saturn Awards
  - Nomination per miglior attore emergente per Sette minuti dopo la mezzanotte
- Online Film & Television Association
  - Nomination per miglior performance giovanile per Sette minuti dopo la mezzanotte
- Young Scot Awards
  - Premio intrattenimento per Sette minuti dopo la mezzanotte
- South Bank Sky Arts Award
  - Nomination per miglior attore debuttante per Sette minuti dopo la mezzanotte

## Doppiatori italiani
Nelle versioni in italiano delle opere in cui ha recitato, Lewis MacDougall è stato doppiato da:
- Mattia Fabiano in Pan - Viaggio sull'isola che non c'è
- Giulio Bartolomei in Sette minuti dopo la mezzanotte